# Giovanni Battista Barbiani
Giovanni Battista Barbiani (né en 1593 et mort en 1650) est un peintre italien baroque de la première moitié du XVIIe siècle, actif principalement à Ravenne en Émilie-Romagne.

## Biographie
Parmi les œuvres de Giovanni Battista Barbiani on note les retables de Saint André et Saint Joseph de l'église franciscaine de Ravenne. Pour la coupole de la chapelle de la Madonna del Sudore dans la cathédrale de Ravenne, il a réalisé une fresque de l'Assomption de la Vierge. Il a aussi peint un Saint Pierre  en l'église Sainte Agathe à Ravenne. Il a peint dans le style de Bartolomeo Cesi. En collaboration avec Cesare Pronti, il a peint dans l'église de Saint-Romuald (conçu par Luca Danesi, (abbaye camaldule), maintenant siège de la Bibliothèque Classense de Ravenne). Le grand couloir de l'abbaye est également peint à fresque par  Barbiani représentant les célèbres  moines bénédictins et camaldules. Son neveu Andrea Barbiani était également un peintre à Ravenne et Rimini.

## Œuvres
- Saint André et Saint Joseph, retables, église franciscaine de Ravenne.
- Assomption de la Vierge, fresque, chapelle de la Madonna del Sudore dans la cathédrale de Ravenne.
- Saint Pierre, église Sainte Agathe à Ravenne.